# Vlajka Aginského burjatského autonomního okruhu

Vlajka Aginského burjatského autonomního okruhu (2001–2008)
Poměr stran: 2:3

Vlajka Aginského burjatského autonomního okruhu byla symbolem zaniklého subjektu Ruské federace existujícího v letech 1937–2008. 1. března 2008 byl Aginský burjatský autonomní okruh spojen s Čitskou oblastí v Zabajkalský kraj.
Vlajka autonomního okruhu byla tvořena listem o poměru stran 2:3 se třemi svislými pruhy (modrým, žlutým a bílým). V horním, žerďovém rohu, byl (uprostřed modrého pruhu) žlutý ideogram Sojombo. Ideogram byl vysoký 1/3 a průměr kruhu byl 1/6 šířky vlajky.
Vlajka autonomního okruhu opakovala vlajku Burjatské republiky, pouze pruhy byly umístěny svisle a ne vodorovně. Území autonomního okruhu bylo součástí Burjatsko-mongolské ASSR (později Burjatská ASSR, dnes Burjatsko) jako její aginský ajmak (ajmag). Modrá barva (burjatsky chuche) byla (dle oficiální symboliky) symbolem věčnosti, svobody, čistoty přírody, úcty, dobrých vztahů, míru a souladu mezi lidmi. Žlutá barva (šara) symbolizovala ve spojení s modrou barvou jednotu nebe, Země a vesmíru, a byla také barvou lámaismu. Bílá barva (sagaan) byla symbolem poctivosti, čistoty úmyslů, blahobytu a bohatství. Zároveň byla barvou mléka. Sojombo je symbolické vyjádření plamene jako zdroje života a očisty, kterému je prokazována úcta.

Burjatská vlajka Poměr stran: 1:2

## Historie
Aginský burjatský autonomní okruh byl ustanoven 26. září 1937. V sovětské éře okruh neužíval žádnou vlajku. 27. listopadu 1996 přijala duma okruhu, nařízením č. 9, zákon č. 1 „O znaku a vlajce Aginského burjatského autonomního okruhu”. Zákon podepsal B. Ajušijev, hlava administrativy autonomního okruhu. 10. prosince 1996 byl v novinách Aginskaja pravda č. 133 zákon zveřejněn, a tím i vstoupil v platnost. 11. prosince byla vlajka poprvé vztyčena při oficiálním ceremoniálu v osadě Aginskoje. Vlajka byla tvořena listem o poměru stran 2:3 se třemi vodorovnými pruhy – bílým, modrým a červeným (stejně jako na ruské vlajce). Při žerdi byl svislý žlutý pruh (stejně široký jako pruhy vodorovné), v jehož horní části byl tmavomodrý plamen, slunce a měsíc z horní části sojomba. Žlutá barva byla od 9. století symbolem lámaismu, na území okruhu se nachází největší lámaistický klášter na území Ruské federace (Aginský dacan). Autorem vlajky byl důchodce Batožargal Šagdarov.

Vlajka Aginského burjatského autonomního okruhu (1996–2001) Poměr stran: 2:3

Vlajka z roku 1996 se dostala do rozporu s ustanovením článku č. 8 federálního ústavního zákona č. 2-FKZ (z 25. prosince 2000) „O státní vlajce Ruské federace”. Ten stanovil, že vlajky subjektů Ruské federace nemohou použít motiv ruské vlajky. 6. července 2001 proto došlo (zákonem č. 205-ZAO) k úpravě vlajky autonomního okruhu do současné podoby. Vlajka (zákon) nabyla účinnosti 28. srpna 2001, po uveřejnění v novinách Aginskaja pravda č. 101–102. Autorem vlajky byl Bato Galsanovič Dampilon z vesnice Tantanaj (Duldurginký rajón).